# Ромсос, Якоб Наполеон
Якоб Наполеон Ромсос (норв. Jakob Napoleon Romsaas; род. 16 мая 2004, Осло) — норвежский футболист, полузащитник клуба «Шарлеруа».

## Клубная карьера
Ромсос — воспитанник клуба «Шейд». 30 июня 2021 года в матче против «Кьельсоса» он дебютировал во Втором дивизионе Норвегии. По итогам сезона игрок помог клубу выйти в более высокий дивизион. 4 апреля 2022 года в матче против «Стабека» он дебютировал в Первом дивизионе Норвегии. 19 апреля в поединке против «Бранна» Якоб забил свой первый гол за «Шейд». 
В начале 2023 года Ромсос перешёл в «Тромсё». 7 мая в матче против «Одда» он дебютировал в Типпелиге. 23 июля в поединке против «Бранна» Якоб сделал «дубль», забив свои первые голы за «Тромсё».